# Vương hoàng hậu (Tào Phương)
Vương hoàng hậu (tiếng Trung: 王皇后; ? – ?), không rõ tên thật, là hoàng hậu của Ngụy Phế Đế Tào Phương, vị vua thứ ba nhà Tào Ngụy thời Tam Quốc trong lịch sử Trung Quốc.

## Tiểu sử
Vương hoàng hậu là con gái của Phụng xa đô úy Vương Quỳ, được Tào Phương sủng ái phong làm Quý nhân.
Năm 251, Chân hoàng hậu chết, Tào Phương định lập Vương quý nhân làm hoàng hậu. Nhưng bị Quách thái hậu phản đối, cuối cùng phải lập con gái Trương Tập làm hoàng hậu.
Tháng 3 (ÂL) năm 254, thái úy Trương Tập vì cùng Lý Phong, Hạ Hầu Huyền mưu diệt trừ Tư Mã Sư mà bị tru di. Trương hoàng hậu cũng bị giam giữ, phế truất. Tháng 4 (ÂL), Tào Phương lập Vương quý nhân làm hoàng hậu. Đến tháng 9 (ÂL), Tào Phương bị phế truất, giáng làm Tề vương; Vương hoàng hậu cũng bị phế làm Tề vương phi.